# Jacques Lecoq
Pour les articles homonymes, voir Lecoq.
Jacques Lecoq, né le 15 décembre 1921 à Paris 17e et mort le 19 janvier 1999 à Boulogne-Billancourt, est un comédien, metteur en scène, chorégraphe et pédagogue français.
Il est maître pédagogue pour le comédien par des travaux sur le mime dramatique, le masque, le chœur des tragédies antiques, le clown et le bouffon.
Il est le frère de la résistante Violette Lecoq.

## Biographie
Pendant son adolescence, Jacques Lecoq a pratiqué plusieurs sports comme la natation ou plus particulièrement la gymnastique, qu'il commence à 17 ans. Son travail sur les barres parallèles et asymétriques lui fait prendre conscience de la géométrie du mouvement. Il décrit le rythme et le mouvement du corps des gymnastes de manière abstraite, comme une poésie physique qui le touche particulièrement.
Il étudie à l'école d'éducation physique de Bagatelle, près de Paris, puis débute comme professeur d'éducation physique et sportive,
En 1945, il devient, avec Tonia Cariffa, Hubert Deschamps et Julien Verdier, comédien dans la compagnie de Jean Dasté. Il découvre le travail du masque. En 1948, il part à Padoue (au théâtre de l'Université) à « l'assaut » de la commedia dell'arte et crée ses premières pantomimes. C'est dans ce contexte qu'il a  aussi l'opportunité de lier l’enseignement et la création. Il entreprend des recherches sur les masques avec le sculpteur italien Amleto Sartori, d'où naîtra, entre autres, le « masque neutre ». Il rencontre Dario Fo. Il met en scène les chœurs de la tragédie grecque à Syracuse.
En 1956, revenu à Paris, il fonde avec Isaac Alvarez l'école du théâtre du mouvement où il se consacre à la pédagogie. Elle deviendra l'École internationale de théâtre et de mime. En 1958, il écrit la série La Belle Équipe réalisée par Ange Casta pour l'ORTF. En 1977, il crée le Laboratoire d'étude du mouvement (LEM) voué à une recherche dynamique de l'espace et du rythme au service de la scénographie.

## Pédagogie
« La pédagogie repose essentiellement sur la dynamique du mouvement ; elle engage le corps, premier élément de reconnaissance du vivant, par le jeu de tout ce qui bouge, de la vie au théâtre ».
Philippe Avron, les Mummenschanz, Ariane Mnouchkine, Philippe Gaulier, Luc Bondy, Toby Jones, Claude Chagrin,Julian Chagrin, Christoph Marthaler, Andreas Vitásek, Yasmina Reza, Yolande Moreau, Alain Gautré, Jos Houben, Alain Mollot,  William Kentridge, Geoffrey Rush, Isla Fisher, Simon McBurney, Steven Berkoff ou encore Sergi Lopez comptent parmi ses étudiants.

## Citations
« Il faut être dans l'acte comme le corps est dans le monde » - Jacques Lecoq.

## Metteur en scène
- 1958 : La Belle Équipe série télévisée française de 26 épisodes réalisés par Ange Casta
- 1961 : "Etudes aux Allures" et "Les Trois Soldats", diffusés sur la RAI, produites par Luigi Squarzina
- 1961 : L'Aboyeuse et l'automate de Gabriel Cousin, Théâtre Quotidien de Marseille
- 1963 : L'Aboyeuse et l'automate de Gabriel Cousin, Théâtre de l'Athénée

## Publications
- 1997, Le Corps poétique, un enseignement de la création théâtrale, en collaboration avec Jean-Gabriel Carasso et Jean-Claude Lallias, collection « Cahiers Théâtre/Éducation », Anrat (Association Nationale de Recherche et d'Action Théâtrale) ; Actes Sud - Papiers - rééd. 2016.
- 1987, Le Théâtre du geste, mimes et acteurs, ouvrage collectif sous la direction de Jacques Lecoq, Bordas, Paris

### Filmographie
- Les Deux voyages de Jacques Lecoq, réalisé par Jean-Noel Roy et Jean-Gabriel Carasso, 1999 Arte/(DVD On Line productions/Scéren CNDP 2007)